# Corambe mancorensis
Corambe mancorensis is een slakkensoort uit de familie van de Onchidorididae. De wetenschappelijke naam van de soort is voor het eerst geldig gepubliceerd in 2011 door Martynov, Brenzinger, Hooker & Schrödl.